# Christian Science Monitor
De Christian Science Monitor is een Amerikaans dagblad. Het is in 1908 opgericht, door de oprichtster van de christenwetenschap, Mary Baker Eddy.
In tegenstelling tot vele andere kranten maakt de Christian Science Monitor veelvuldig gebruik van lokale verslaggevers in binnen- en buitenland, waardoor de krant minder afhankelijk is van persbureaus. De krant verschijnt in een tabloidformaat en heeft relatief gezien een groot aantal lezers via het internet. Vanaf april 2009 verschijnt de gedrukte dagelijkse editie niet langer en is de CSM alleen nog maar online te lezen.
Journalisten van Christian Science Monitor hebben tussen 1950 en 2002 zeven maal een Pulitzer Prize gewonnen.